# 阳岐严氏祠堂
阳岐严氏祠堂，位于中国福建省福州市仓山区盖山镇阳岐村下岐村村委对面，始建于清康熙三十年（1691年），乾隆二十九年（1764年）重建，1988年重修。阳岐严氏宗祠占地572平方米，宗祠坐东朝西，前后二进，内有前厅、后堂，随山势前后递升。阳岐严氏祠堂已公布为仓山区文物保护单位。现为严复纪念馆。
阳岐严氏开基始祖严怀英自唐末随王审知入闽，翻译家严复（1854-1921）为二十七世。